# 九章 (楚辞)

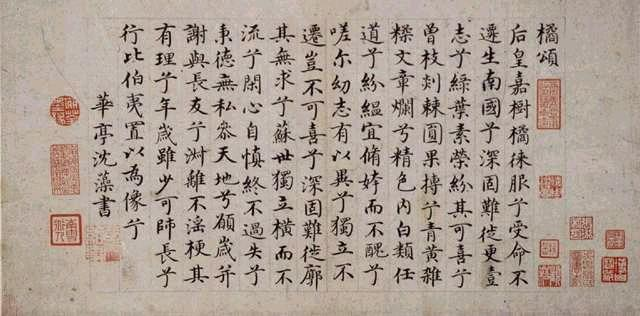
明沈藻所写书法作品《橘颂》

《九章》是西汉刘向所编《楚辞》一书中的篇名，共包括九篇作品，依王逸的《楚辞章句》，九章的次序是：《惜诵》、《涉江》、《哀郢》、《抽思》、《怀沙》、《思美人》、《惜往日》、《橘颂》、《悲回风》。一般认为是屈原所作，朱熹说《九章》一名是“后人辑之，得其九章，合为一卷”，后人认为这是较为合理的意见。

## 作者与创作时间
关于作者，无任何原始记载。司马迁认为《哀郢》《怀沙》为屈原所作，王逸则认为作者都是屈原，时间都是屈原被流放于江南之时；朱熹则认为作者都是屈原，但时间有先后。故传统上归在屈原名下，但之后几百年众说纷纭，多认为其中的《惜往日》、《悲回风》等篇并非屈原所作，有可能是稍后的唐勒、景差等人所作，理由为这些篇与《离骚》和《九歌》中的屈原的文气或用字风格不和，故至今作者仍然存疑。但通过对作品内容和写作风格的分析，已经基本认定其中混杂着作者早晚期的作品，并非如王逸所说为一时所作。

## 内容与成就
《九章》整体内容与《离骚》类似，都是叙述作者自己的身世遭遇，抒发不随世浮沉的节操和理想不能实现的苦闷，但不同的是，《离骚》是作者综合性的自叙长诗，《九章》则记录了不同时地的具体的生活片段，其中的《涉江》《橘颂》《哀郢》几篇被认为文学价值颇高。
- 《惜诵》与《离骚》前半部相似，故有人认为是作者早年所写的《离骚》的初稿[5]，表现了诗人在政治上遭受打击后的愤懑心情。
- 《涉江》为作者晚年所作，记叙渡江浮沅江而上的所见所感，其写景如画，如“山峻高以蔽日兮，下幽晦以多雨；霰雪纷其无垠兮，云霏霏而承宇[6]”先勾画出一片冷清晦暗的气氛，随后“哀吾生之无乐兮，幽独处乎山中。吾不能变心而从俗兮，固将愁苦而终穷”和上文的气氛一起达到了情景交融的效果。故涉江被认为是《九章》中文学价值较高的一篇，曾入选大中学教材。
- 《哀郢》傾訴屈原對國都郢淪陷和國家前途的無限哀傷，對人民的顛沛流離則寄予深厚的同情，並指出國破家亡的原因。王夫之等人认为是作于前278年白起破郢之后，对国破家亡的痛惜，但从内容来看，多认为只是长期流放在外的屈原抒发对故都的怀念，渴望能够回到故都终老的心情。
- 《抽思》大概作于屈原被疏于汉北之时，抒发了诗人见疏于楚怀王的幽怨之情。
- 《怀沙》當中的沙是指湖南長沙，亦是九章中兩篇懷念故土的其中一篇，內容大意指屈原對長沙、湘陰與汨羅的所見所聞。自司馬遷起就多認為是屈原絕筆，認是他自沉汨羅江之前不久所作，通篇情緒低沉，一心仿效彭咸，希望以死明志。
- 《思美人》是《抽思》的后续和发展，希望楚懷王悔悟。
- 《惜往日》回忆作者一生的政治遭遇，痛惜国君的昏庸。
- 《橘颂》没有其他八篇中的痛苦与愤懑，故一般认为是屈原早期借颂橘而自喻的作品。屈原抓住了橘之花素果美，当时又只能生于江南这一特征，来抒发自己品格高洁，很有才能而又热爱楚地，不受世俗影响的个性，即所谓“嗟尔幼志，有以异兮。独立不迁，岂不可喜兮”[7]。《橘颂》文字优美，开创了整篇辞赋借咏物写志的体裁。
- 《悲回风》中基本都是在抒发忧苦之情，大量使用了双声和叠韵词，这与其他八篇不同。